# Campeonato Mundial de Esgrima de 2019
El LXXXI Campeonato Mundial de Esgrima se celebró en Budapest (Hungría) entre el 15 y el 23 de julio de 2019 bajo la organización de la Federación Internacional de Esgrima (FIE) y la Federación Húngara de Esgrima.
Las competiciones se realizaron en el Centro Deportivo BOK de la capital magiar.

## Calendario
| ● | Clasificación |  | Finales |

| Julio de 2019       | Julio de 2019       | Lun 15 | Mar 16 | Mié 17 | Jue 18 | Vie 19 | Sáb 20 | Dom 21 | Lun 22 | Mar 23 | Total |
| ------------------- | ------------------- | ------ | ------ | ------ | ------ | ------ | ------ | ------ | ------ | ------ | ----- |
| Florete individual  | Florete individual  |        | F      | M      |        | F      | M      |        |        |        | 2     |
| Espada individual   | Espada individual   | F      | M      |        | F      | M      |        |        |        |        | 2     |
| Sable individual    | Sable individual    | M      |        | F      | M      |        | F      |        |        |        | 2     |
| Florete por equipos | Florete por equipos |        |        |        |        |        |        |        | F      | M      | 2     |
| Espada por equipos  | Espada por equipos  |        |        |        |        |        |        | F      | M      |        | 2     |
| Sable por equipos   | Sable por equipos   |        |        |        |        |        |        | M      |        | F      | 2     |
| Finales por día     | Finales por día     | 0      | 0      | 0      | 2      | 2      | 2      | 2      | 2      | 2      | 12    |

## Medallistas

### Masculino
| Evento                      | Oro                                                                                      | Plata                                                                         | Bronce                                                                         |
| --------------------------- | ---------------------------------------------------------------------------------------- | ----------------------------------------------------------------------------- | ------------------------------------------------------------------------------ |
| Florete individual (20.07)  | Enzo Lefort Francia                                                                      | Marcus Mepstead Reino Unido                                                   | Son Young-Ki · Corea del Sur · Dmitri Zherebchenko · Rusia                     |
| Florete por equipos (23.07) | Race Imboden Alexander Massialas Gerek Meinhardt Miles Chamley-Watson (R) Estados Unidos | Erwann Le Péchoux Enzo Lefort Maxime Pauty Julien Mertine (R) Francia         | Giorgio Avola · Alessio Foconi · Daniele Garozzo · Andrea Cassarà (R) · Italia |
| Espada individual (19.07)   | Gergely Siklósi · Hungría                                                                | Serguei Bida · Rusia                                                          | Andrea Santarelli · Italia · Ihor Reizlin · Ucrania                            |
| Espada por equipos (22.07)  | Yannick Borel Ronan Gustin Daniel Jérent Alexandre Bardenet (R) Francia                  | Anatoli Herei · Bohdan Nikishyn · Roman Svichkar · Ihor Reizlin (R) · Ucrania | Max Heinzer · Michele Niggeler · Benjamin Steffen · Lucas Malcotti (R) · Suiza |
| Sable individual (18.07)    | Oh Sang-Uk Corea del Sur                                                                 | András Szatmári · Hungría                                                     | Moshtaba Abedini · Irán · Luca Curatoli · Italia                               |
| Sable por equipos (21.07)   | Gu Bon-Gil Ha Han-Sol Oh Sang-Uk Kim Jun-Ho (R) Corea del Sur                            | Csanád Gémesi · András Szatmári · Áron Szilágyi · Tamás Decsi (R) · Hungría   | Enrico Berrè · Luca Curatoli · Luigi Samele · Aldo Montano (R) · Italia        |

### Femenino
| Evento                      | Oro                                                                                            | Plata                                                                                   | Bronce                                                                          |
| --------------------------- | ---------------------------------------------------------------------------------------------- | --------------------------------------------------------------------------------------- | ------------------------------------------------------------------------------- |
| Florete individual (19.07)  | Inna Deriglazova · Rusia                                                                       | Pauline Ranvier Francia                                                                 | Arianna Errigo · Italia · Elisa Di Francisca · Italia                           |
| Florete por equipos (22.07) | Inna Deriglazova · Anastasiya Ivanova · Adelina Zaguidulina · Larisa Korobeinikova (R) · Rusia | Elisa Di Francisca · Arianna Errigo · Alice Volpi · Francesca Palumbo (R) · Italia      | Lee Kiefer Nzingha Prescod Nicole Ross Jacqueline Dubrovich (R) Estados Unidos  |
| Espada individual (18.07)   | Nathalie Moellhausen · Brasil                                                                  | Lin Sheng China                                                                         | Olena Kryvytska · Ucrania · Vivian Kong · Hong Kong                             |
| Espada por equipos (21.07)  | Lin Sheng Xu Anqi Zhu Mingye Sun Yiwen (R) China                                               | Tatiana Andriushina · Violetta Kolobova · Liubov Shutova · Violetta Jrapina (R) · Rusia | Rossella Fiamingo · Federica Isola · Mara Navarria · Alice Clerici (R) · Italia |
| Sable individual (20.07)    | Olha Jarlan · Ucrania                                                                          | Sofia Velikaya · Rusia                                                                  | Theodora Guntura · Grecia · Bianca Pascu · Rumania                              |
| Sable por equipos (23.07)   | Olga Nikitina · Sofia Velikaya · Yana Yegorian · Sofia Pozdniakova (R) · Rusia                 | Cécilia Berder Manon Brunet Charlotte Lembach Caroline Quéroli (R) Francia              | Choi Soo-Yeon Kim Ji-Yeon Yoon Ji-Su Hwang Seon-A (R) Corea del Sur             |

## Medallero
| Núm. | País           | Oro | Plata | Bronce | Total |
| ---- | -------------- | --- | ----- | ------ | ----- |
| 1    | Rusia          | 3   | 3     | 1      | 7     |
| 2    | Francia        | 2   | 3     | 0      | 5     |
| 3    | Corea del Sur  | 2   | 0     | 2      | 4     |
| 4    | Hungría        | 1   | 2     | 0      | 3     |
| 5    | Ucrania        | 1   | 1     | 2      | 4     |
| 6    | China          | 1   | 1     | 0      | 2     |
| 7    | Estados Unidos | 1   | 0     | 1      | 2     |
| 8    | Brasil         | 1   | 0     | 0      | 1     |
| 9    | Italia         | 0   | 1     | 7      | 8     |
| 10   | Reino Unido    | 0   | 1     | 0      | 1     |
| 11   | Grecia         | 0   | 0     | 1      | 1     |
| 11   | Hong Kong      | 0   | 0     | 1      | 1     |
| 11   | Irán           | 0   | 0     | 1      | 1     |
| 11   | Rumania        | 0   | 0     | 1      | 1     |
| 11   | Suiza          | 0   | 0     | 1      | 1     |
|      | TOTAL          | 12  | 12    | 18     | 42    |